# Lista de comarcas de São Paulo
Lista de comarcas de São Paulo, conforme a legislação vigente e o disposto na Resolução 560/2012, do Tribunal de Justiça do Estado de São Paulo.
A comarca corresponde ao território em que o juiz de primeiro grau irá exercer sua jurisdição e pode abranger um ou mais municípios, dependendo do número de habitantes e de eleitores, do movimento forense e da extensão territorial dos municípios, entre outros aspectos. Cada comarca pode contar com vários juízes ou apenas um, que terá, no caso, todas as competências destinadas ao órgão de primeiro grau. A vara judiciária é o local que corresponde a lotação de um juiz, onde o magistrado efetua suas atividades. Em comarcas pequenas, a única vara recebe todos os assuntos relativos à Justiça. As comarcas, que podem apresentar uma ou mais varas, podem ser classificadas como de primeira (inicial) ou segunda (intermediária) entrância, além da comarca de entrância especial (final). A comarca de primeira entrância é aquela de menor porte, que tem apenas uma vara instalada. Já a comarca de segunda entrância seria de tamanho intermediário, enquanto a comarca de entrância especial seria aquela que possui cinco ou mais varas, incluindo os juizados especiais.
No estado de São Paulo as comarcas estão situadas em regiões administrativas judiciárias (RAJ) e em circunscrição judiciária (CJ). A comarca de entrância inicial que vier a atingir número superior a 50 000 eleitores, considerados todos os municípios que a compõem, será elevada à entrância intermediária, por resolução do Tribunal de Justiça. A comarca de entrância intermediária que vier a atingir número superior a 100 000 eleitores, considerados todos os municípios que a compõem, será elevada à entrância final, por resolução do Tribunal de Justiça.
Os pedidos de criação de comarca, ou de criação e de especialização de varas, devem ser instruídos com a comprovação da receita tributária, da população e do número de eleitores.

## 1ª Região Administrativa Judiciária - Grande São Paulo

### 00ª CJ - Capital
- Central (cidade de São Paulo) - Final
- Foros Regionais - Final

### 02ª CJ - São Bernardo do Campo
- Diadema - Final
- São Bernardo do Campo - Final

### 03ª CJ - Santo André
- Mauá - Final
- Ribeirão Pires  - Intermediária
- Rio Grande da Serra - Inicial
- Santo André - Final
- São Caetano do Sul - Final

### 04ª CJ - Osasco
- Barueri - Final
- Carapicuíba - Final
- Jandira  - Intermediária
- Osasco - Final
- Santana de Parnaíba  - Intermediária

### 44ª CJ - Guarulhos
- Arujá  - Intermediária
- Guarulhos - Final
- Mairiporã - Intermediária
- Santa Isabel - Inicial

### 45ª CJ - Mogi das Cruzes
- Ferraz de Vasconcelos - Final
- Guararema - Inicial
- Itaquaquecetuba - Final
- Mogi das Cruzes - Final
- Poá  - Intermediária
- Suzano - Final

### 52ª CJ - Itapecerica da Serra
- Cotia - Final
- Embu das Artes - Final
- Embu-Guaçu  - Intermediária
- Itapecerica da Serra - Final
- Itapevi - Final
- Juquitiba - Final
- São Lourenço da Serra - Final
- Taboão da Serra - Final
- Vargem Grande Paulista - Inicial

## 2ª Região Administrativa Judiciária - Araçatuba

### 35ª CJ - Lins
- Cafelândia - Inicial
- Getulina - Inicial
- Lins - Final
- Promissão - Inicial

### 36ª CJ - Araçatuba
- Araçatuba - Final
- Bilac - Inicial
- Birigui  - Intermediária
- Buritama - Inicial
- Guararapes - Inicial
- Penápolis  - Intermediária
- Valparaíso - Inicial

### 37ª CJ - Andradina
- Andradina - Final
- Ilha Solteira - Inicial
- Mirandópolis - Inicial
- Pereira Barreto - Inicial

### 55ª CJ - Jales
- Auriflama - Inicial
- Jales - Final
- Palmeira d’Oeste - Inicial
- Santa Fé do Sul - Inicial
- Urânia - Inicial

## 3ª Região Administrativa Judiciária - Bauru

### 23ª CJ - Botucatu
- Botucatu - Final
- Conchas - Inicial
- Itatinga - Inicial
- São Manuel - Inicial

### 24ª CJ - Avaré
- Avaré - Final
- Cerqueira César - Inicial
- Fartura - Inicial
- Itaí - Inicial
- Paranapanema - Inicial
- Taquarituba - Inicial

### 25ª CJ - Ourinhos
- Chavantes - Inicial
- Ipaussu - Inicial
- Ourinhos - Final
- Piraju - Inicial
- Santa Cruz do Rio Pardo  - Intermediária

### 32ª CJ - Bauru
- Agudos - Inicial
- Bauru - Final
- Duartina - Inicial
- Lençóis Paulista - Inicial
- Pirajuí - Inicial
- Piratininga - Inicial

### 33ª CJ - Jaú
- Bariri - Inicial
- Barra Bonita - Inicial
- Dois Córregos - Inicial
- Jaú - Final
- Macatuba - Inicial
- Pederneiras - Inicia

## 4ª Região Administrativa Judiciária - Campinas

### 05ª CJ - Jundiaí
- Caieiras  - Intermediária
- Cajamar  - Intermediária
- Campo Limpo Paulista  - Intermediária
- Francisco Morato - Final
- Franco da Rocha  - Intermediária
- Itatiba  - Intermediária
- Itupeva  - Intermediária
- Jundiaí - Final
- Louveira - Inicial
- Várzea Paulista  - Intermediária
- Vinhedo  - Intermediária

### 06ª CJ - Bragança Paulista
- Atibaia - Final
- Bragança Paulista - Final
- Jarinu - Inicial
- Nazaré Paulista - Inicial
- Pinhalzinho - Inicial
- Piracaia - Inicial

### 07ª CJ - Mogi Mirim
- Artur Nogueira  - Intermediária
- Conchal - Inicial
- Itapira  - Intermediária
- Mogi Guaçu - Final
- Mogi Mirim - Final

### 08ª CJ - Campinas
- Campinas - Final
- Cosmópolis - Inicial
- Paulínia  - Intermediária
- Valinhos  - Intermediária
- Vila Mimosa (Foro Regional) - Final

### 09ª CJ - Rio Claro
- Brotas - Inicial
- Itirapina - Inicial
- Rio Claro - Final

### 10ª CJ - Limeira
- Araras  - Intermediária
- Cordeirópolis - Inicial
- Limeira - Final

### 11ª CJ - Pirassununga
- Leme  - Intermediária
- Pirassununga - Final
- Porto Ferreira - Inicial
- Santa Rita do Passa Quatro - Inicial

### 34ª CJ - Piracicaba
- Capivari - Inicial
- Cerquilho - Inicial
- Laranjal Paulista - Inicial
- Monte Mor - Inicial
- Piracicaba - Final
- Rio das Pedras - Inicial
- São Pedro - Inicial
- Tietê - Inicial

### 50ª CJ - São João da Boa Vista
- Aguaí - Inicial
- Espírito Santo do Pinhal - Inicial
- São João da Boa Vista - Final
- Vargem Grande do Sul - Inicial

### 53ª CJ - Americana
- Americana - Final
- Hortolândia  - Intermediária
- Nova Odessa - Inicial
- Santa Bárbara d’Oeste - Final
- Sumaré - Final

### 54ª CJ - Amparo
- Águas de Lindóia - Inicial
- Amparo - Final
- Jaguariúna  - Intermediária
- Pedreira - Inicial
- Serra Negra - Inicial
- Socorro - Inicial

## 5ª Região Administrativa Judiciária - Presidente Prudente

### 26ª CJ - Assis
- Assis - Final
- Cândido Mota - Inicial
- Maracaí - Inicial
- Palmital - Inicial
- Paraguaçu Paulista - Inicial
- Quatá - Inicial

### 27ª CJ - Presidente Prudente
- Iepê - Inicial
- Martinópolis - Inicial
- Pirapozinho - Inicial
- Presidente Bernardes - Inicial
- Presidente Prudente - Final
- Rancharia - Inicial
- Regente Feijó - Inicial

### 28ª CJ - Presidente Venceslau
- Mirante do Paranapanema - Inicial
- Presidente Epitácio - Inicial
- Presidente Venceslau  - Intermediária
- Rosana - Inicial
- Santo Anastácio - Inicial
- Teodoro Sampaio - Inicial

### 29ª CJ - Dracena
- Dracena  - Intermediária
- Junqueirópolis - Inicial
- Pacaembu - Inicial
- Panorama - Inicial
- Tupi Paulista - Inicial

### 30ª CJ - Tupã
- Adamantina - Inicial
- Bastos - Inicial
- Flórida Paulista - Inicial
- Lucélia - Inicial
- Osvaldo Cruz - Inicial
- Tupã - Final

### 31ª CJ - Marília
- Gália - Inicial
- Garça - Inicial
- Marília - Final
- Pompeia - Inicial

## 6ª Região Administrativa Judiciária - Ribeirão Preto

### 12ª CJ - São Carlos
- Descalvado - Inicial
- Ibaté - Inicial
- Ribeirão Bonito - Inicial
- São Carlos - Final

### 13ª CJ - Araraquara
- Américo Brasiliense - Inicial
- Araraquara - Final
- Borborema - Inicial
- Iacanga - Inicial
- Ibitinga  - Intermediária
- Itápolis - Inicial
- Matão  - Intermediária

### 38ª CJ - Franca
- Franca - Final
- Patrocínio Paulista - Inicial
- Pedregulho - Inicial

### 39ª CJ - Batatais
- Altinópolis - Inicial
- Batatais  - Intermediária
- Brodowski - Inicial
- Morro Agudo - Inicial
- Nuporanga - Inicial
- Orlândia - Inicial

### 40ª CJ - Ituverava
- Guará - Inicial
- Igarapava - Inicial
- Ipuã - Inicial
- Ituverava  - Intermediária
- Miguelópolis - Inicial
- São Joaquim da Barra - Inicial

### 41ª CJ - Ribeirão Preto
- Cajuru - Inicial
- Cravinhos - Inicial
- Jardinópolis - Inicial
- Pontal - Inicial
- Ribeirão Preto - Final
- Santa Rosa de Viterbo - Inicial
- São Simão - Inicial
- Serrana - Inicial
- Sertãozinho - Final

### 42ª CJ - Jaboticabal
- Guariba - Inicial
- Jaboticabal - Final
- Monte Alto - Inicial
- Pirangi - Inicial
- Pitangueiras - Inicial
- Taquaritinga  - Intermediária

### 43ª CJ - Casa Branca
- Caconde - Inicial
- Casa Branca  - Intermediária
- Mococa  - Intermediária
- Santa Cruz das Palmeiras - Inicial
- São José do Rio Pardo  - Intermediária
- São Sebastião da Grama - Inicial
- Tambaú - Inicial

## 7ª Região Administrativa Judiciária - Santos

### 01ª CJ - Santos
- Bertioga - Inicial
- Cubatão  - Intermediária
- Guarujá - Final
- Praia Grande - Final
- Santos - Final
- São Vicente - Final

### 21ª CJ - Registro
- Cananéia - Inicial
- Eldorado - Inicial
- Iguape - Inicial
- Jacupiranga - Inicial
- Juquiá - Inicial
- Miracatu - Inicial
- Pariquera-Açu - Inicial
- Registro - Final

### 56ª CJ - Itanhaém
- Itanhaém - Final
- Itariri - Inicial
- Mongaguá - Inicial
- Peruíbe  - Intermediária

## 8ª Região Administrativa Judiciária - São José do Rio Preto

### 14ª CJ - Barretos
- Barretos - Final
- Bebedouro  - Intermediária
- Colina - Inicial
- Guaíra - Inicial
- Monte Azul Paulista - Inicial
- Olímpia  - Intermediária
- Viradouro - Inicial

### 15ª CJ - Catanduva
- Catanduva - Final
- Itajobi - Inicial
- Novo Horizonte - Inicial
- Santa Adélia - Inicial
- Tabapuã - Inicial
- Urupês - Inicial

### 16ª CJ - São José do Rio Preto
- José Bonifácio - Inicial
- Macaubal - Inicial
- Mirassol  - Intermediária
- Monte Aprazível - Inicial
- Neves Paulista - Inicial
- Nova Granada - Inicial
- Palestina - Inicial
- Paulo de Faria - Inicial
- Potirendaba - Inicial
- São José do Rio Preto - Final
- Tanabi - Inicial

### 17ª CJ - Votuporanga
- Cardoso - Inicial
- Nhandeara - Inicial
- Votuporanga - Final

### 18ª CJ - Fernandópolis
- Estrela d’Oeste - Inicial
- Fernandópolis - Final
- General Salgado - Inicial
- Ouroeste - Inicial

## 9ª Região Administrativa Judiciária - São José dos Campos

### 46ª CJ - São José dos Campos
- Jacareí - Final
- Paraibuna - Inicial
- Salesópolis - Inicial
- Santa Branca - Inicial
- São José dos Campos - Final

### 47ª CJ - Taubaté
- Caçapava  - Intermediária
- Campos do Jordão - Inicial
- Pindamonhangaba - Final
- São Bento do Sapucaí - Inicial
- São Luis do Paraitinga - Inicial
- Taubaté - Final
- Tremembé - Inicial

### 48ª CJ - Guaratinguetá
- Aparecida - Inicial
- Bananal - Inicial
- Cachoeira Paulista - Inicial
- Cruzeiro  - Intermediária
- Cunha - Inicial
- Guaratinguetá - Final
- Lorena  - Intermediária
- Piquete - Inicial
- Queluz - Inicial
- Roseira - Inicial

### 51ª CJ - Caraguatatuba
- Caraguatatuba - Final
- Ilhabela - Inicial
- São Sebastião  - Intermediária
- Ubatuba  - Intermediária

## 10ª Região Administrativa Judiciária - Sorocaba

### 19ª CJ - Sorocaba
- Ibiúna  - Intermediária
- Mairinque  - Intermediária
- Piedade - Inicial
- Pilar do Sul - Inicial
- Salto de Pirapora - Inicial
- São Roque  - Intermediária
- Sorocaba - Final
- Votorantim  - Intermediária

### 20ª CJ - Itu
- Boituva  - Intermediária
- Cabreúva - Inicial
- Indaiatuba - Final
- Itu - Final
- Porto Feliz - Inicial
- Salto  - Intermediária

### 22ª CJ - Itapetininga
- Angatuba - Inicial
- Capão Bonito  - Intermediária
- Itapetininga - Final
- Porangaba - Inicial
- São Miguel Arcanjo - Inicial
- Tatuí - Final

### 49ª CJ - Itapeva
- Apiaí - Inicial
- Buri - Inicial
- Itaberá - Inicial
- Itapeva - Final
- Itaporanga - Inicial
- Itararé - Inicial